# Der Fall Mona
Der Fall Mona (Drowning Mona; Alternativtitel Der Fall Mona – Mordfall, Unfall oder Glücksfall?) ist eine US-amerikanische Kriminalkomödie von Nick Gomez aus dem Jahr 2000.

## Handlung
Mona Dearly lebt in Verplanck (New York). Sie verlässt in der ersten Szene ihr Haus und fährt mit dem Auto weg. Ihr Wagen fährt später in den Hudson River, Dearly stirbt dabei.
Der Polizeichef der Stadt, Wyatt Rash, vermutet, dass Dearlys Auto manipuliert wurde und führt eine Untersuchung durch. Es stellt sich heraus, dass zahlreiche Ortsbewohner gegenüber Dearly feindselig eingestellt waren und als Verdächtige in Betracht kommen. Dazu gehört Bobby Calzone, dem Dearly am Vorabend ihres Todes drohte. Calzone soll bald seine schwangere Verlobte Ellen Rash, die Tochter des Polizeichefs, heiraten. Die früheren Ereignisse werden in Rückblenden gezeigt.
Rash verspricht Calzone, dass er ihn nicht verraten wird. Am Ende heiraten Calzone und Ellen.

## Kritiken
James Berardinelli schrieb auf ReelViews, der Film sei „enttäuschend zahm“ und oft lahm; man könne ihn vergessen. Der Regisseur und der Drehbuchautor würden fälschlicherweise annehmen, den Zuschauer würde die Identität des Täters interessieren; die gelegten falschen Spuren würden den Humor „verdünnen“.
Das Lexikon des internationalen Films schrieb: „Eine bemerkenswert besetzte und gespielte, in Rückblenden aus unterschiedlichen Perspektiven pointiert erzählte Satire, die hinter der Folie des Krimirätsels mit skurrilem Humor die Dummheit, Feigheit und Feindseligkeit der Beteiligten aufspießt.“

## Auszeichnungen
Nick Gomez wurde im Jahr 2001 für den ALMA Award nominiert.

## Hintergrund
Der Film wurde in Beacon (New York), in Garrison (New York) und in Los Angeles gedreht. Seine Produktionskosten betrugen schätzungsweise 16 Millionen US-Dollar. Der Film spielte in den Kinos weltweit ca. 16,2 Millionen US-Dollar ein, darunter ca. 15,4 Millionen US-Dollar in den Kinos der USA.

## Trivia
Nahezu alle Einwohner von Verplanck fahren einen Yugo-Kleinwagen des jugoslawischen Herstellers Zastava. Im Film wird dieser Ort im Jahre 1985 von Zastava als Testgemeinde ausgewählt und der ganze Ort kostengünstig mit Yugos ausgestattet, um die Alltagstauglichkeit des Yugos in den USA bei den Automatik- und Straßenkreuzer-verwöhnten US-Amerikanern zu testen. Die Polizei von Verplanck fährt im Film dagegen etwas größere Kleinwagen vom Typ Plymouth Horizon.